# Teriʻitua Tuavira Joinville Pōmare
Teriʻitua Tuavira Joinville Pōmare (17. prosinca 1847. – 9. travnja 1875.) bio je princ Tahitija iz kuće Pōmare.

## Biografija

### Rođenje i obitelj
Teriʻitua je rođen 17. prosinca 1847. godine. Njegova je majka bila kraljica vladarica Pōmare IV. Otac mu je bio majčin bratić Tenaniʻa Ariʻifaʻaite a Hiro.
Bio je brat kraljeva Tamatoe V. i Pōmarea V.
Posvojila ga je plemkinja Teri'itua koja nije imala djece. On je po njoj uzeo ime.

### Školovanje
Kad mu je bilo 15 godina, majka ga je poslala u Francusku da dovrši svoje obrazovanje. Naučio je i francuski jezik.
Francuski guverner mu je dao ime Joinville po francuskom princu.

### Brak
Teriʻitua je oženio Isabelle Vahinetuu Shaw, s kojom je imao sina Teri'ihinoiatuu Pōmarea.